# Sofie Bardrum
Sofie Bardrum (* 3. April 1996 in Svendborg, Dänemark) ist eine dänische Handballspielerin, die für den slowenischen Erstligisten Nykøbing Falster Håndboldklub aufläuft.

## Karriere
Bardrum wechselte im Jahr 2018 vom dänischen Zweitligisten Gudme HK zum dänischen Erstligisten Ajax København. Nach vier Jahren im Trikot von Ajax København schloss sich die Kreisläuferin dem Ligakonkurrenten Nykøbing Falster Håndboldklub an. In der Saison 2022/23, in der sich Bardrum eine Knieverletzung zugezogen hatte, stand sie mit Nykøbing Falster Håndboldklub im Finale der EHF European League. Seit der Saison 2025/26 steht sie beim slowenischen Erstligisten RK Krim unter Vertrag.